# 小出美奈
小出 美奈（こいで みな、1960年（昭和35年）2月24日 - ）は、元フジテレビアナウンサー。大阪府出身。愛知県出身。星座は魚座。血液型はO型。身長は159cm。趣味、特技は音楽鑑賞。現姓名は小出フィッシャー美奈。

## 来歴・人物
大阪府立千里高等学校→上智大学外国語学部スペイン語学科を卒業後、政府交換留学生として一年間メキシコに留学。1982年にフジテレビにアナウンサーとして入社。同期は石野紀代子、向坂樹興。この年のフジのアナウンサー募集は女性570人。フジを落ちていたら地方局のアナウンサーか、スペイン語の通訳を目指すつもりだったという。先輩・田丸美寿々、頼近美津子については「気さくで優しいお姉さま。でも私の立場から見ると雲の上の人です」と話した。
1986年のフィリピンのフェルディナンド・マルコス政権崩壊のレポートをした。
その後に報道部へ異動となり記者に転身した後、1997年退社。
ニューヨークに居を移し、メリルリンチに日本株アナリストとして勤務。ニューヨークで大手ヘッジファンドのFrontPoint Partnersにて運用担当、ボストンの大手機関投資家Wellington Managementでアナリスト。実父は医学者。
2016年に投資家を退いた後に経済ジャーナリストとして活動している。

## アナウンサー時代の主な担当番組
| 期間                               | 期間                               | 番組名                                | 役職             | 担当日                     |
| ---------------------------------- | ---------------------------------- | ------------------------------------- | ---------------- | -------------------------- |
| 1982年10月1日                      | 1984年3月30日                      | FNNモーニングワイド ニュース&スポーツ | 司会             | 木・金曜日                 |
| 1983年10月10日                     | 1984年1月23日                      | GOGOギネス世界一                      | 司会             | 月曜日                     |
| 1984年4月2日                       | 1984年7月13日                      | FNNニュースレポート6:30               | キャスター       | 平日                       |
| 1984年7月16日 および 1986年5月19日 | 1986年2月21日 および 1987年9月30日 | FNNニュースレポート11:30              | キャスター       | 平日                       |
| 1987年10月1日                      | 1988年3月31日                      | FNNスピーク                           | キャスター       | 平日                       |
| 1988年4月1日                       | 1989年3月31日                      | FNN DATE LINE                         | キャスター       | 平日                       |
| 1988年4月3日                       | 1989年3月26日                      | 局名告知映像                          | OPメイン兼EDサブ | 日曜日(深夜)～月曜日(早朝) |
| 1990年4月2日                       | 1990年9月28日                      | FNN朝駆け第一報!                      | 司会             | 平日                       |

## 受賞歴
- 第23回奨励賞